# Kanton Saint-Gilles-Croix-de-Vie
Kanton Saint-Gilles-Croix-de-Vie (fr. Canton de Saint-Gilles-Croix-de-Vie) je francouzský kanton v departementu Vendée v regionu Pays de la Loire. Tvoří ho 14 obcí.

## Obce kantonu
- L'Aiguillon-sur-Vie
- Brem-sur-Mer
- Bretignolles-sur-Mer
- La Chaize-Giraud
- Coëx
- Commequiers
- Le Fenouiller
- Givrand
- Landevieille
- Notre-Dame-de-Riez
- Saint-Gilles-Croix-de-Vie
- Saint-Hilaire-de-Riez
- Saint-Maixent-sur-Vie
- Saint-Révérend